# Scalloway Castle

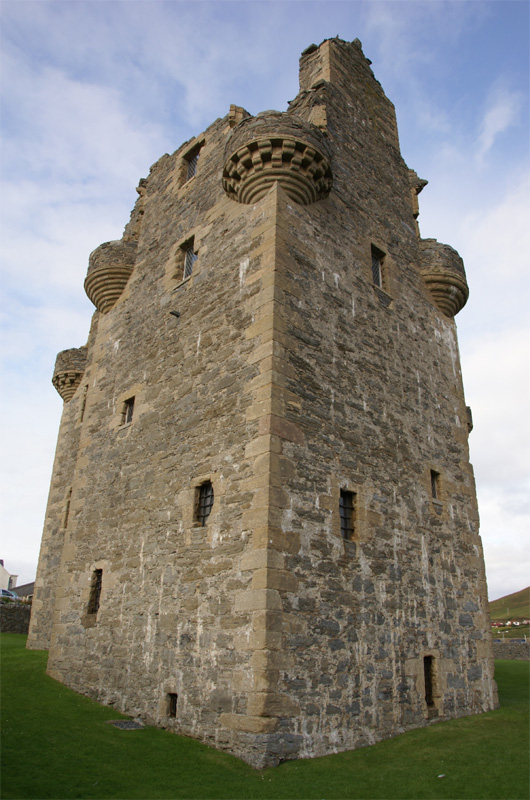
Scalloway Castle

Scalloway Castle is een kasteel uit 1600, gelegen in Scalloway op het Shetlandse Mainland (Schotland).

## Geschiedenis
Scalloway Castle is gebouwd in opdracht van Patrick Stewart, tweede graaf van Orkney door Andrew Crawford. De bouw begon op het eind van 1599 en duurde vijf jaar. Earl Patrick liet het kasteel bouwen als een versterkte vesting om zijn gezag in Shetland te benadrukken. Hij probeerde zo de macht van Laurence Bruce in te perken; Laurence was een halfbroer van zijn vader Robert, de eerste graaf van Orkney, en was destijds door zijn vader aangesteld als een soort sheriff in Shetland. Graaf Robert had geen directe interesse in Shetland en beperkte zich voornamelijk tot Orkney, waar hij in 1593 stierf in The Bishop's Palace.
Zowel graaf Patrick als Laurence Bruce werden van wreedheid beticht in hun handelen. Uiteindelijk leidde dit tot actie van de kroon en graaf Patrick werd in 1609 gearresteerd en naar Edinburgh overgebracht. Zijn zoon Robert probeerde te rebelleren tegen de kroon, maar faalde. Samen met zijn vader werd hij in 1615 geëxecuteerd. Laurence Bruce stierf in 1617 een natuurlijke dood in Muness Castle. Scalloway Castle verloor zijn strategisch belang. Het werd nog wel als rechtbank gebruikt.
Oliver Cromwell legerde er zijn troepen halverwege de zeventiende eeuw. Het kasteel verviel daarna totdat het in 1908 in staatsbeheer kwam.

## Bouw

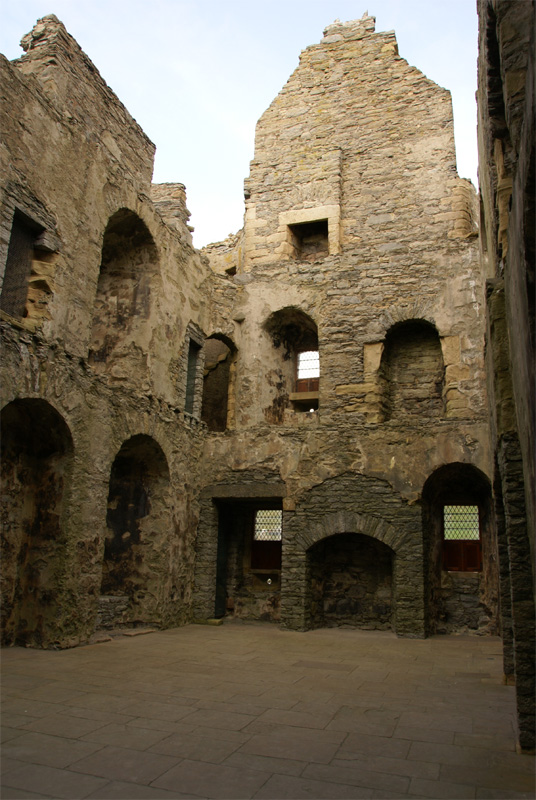
Great hall op eerste verdieping

Scalloway Castle heeft een L-vormige plattegrond en bestaat uit een rechthoekig blok van ongeveer achttien bij tien meter met een massieve toren van acht meter in het vierkant in de zuidwestelijke hoek. Zowel het blok als de toren hadden drie verdiepingen.
Elke hoek van de grote toren kent een kleine hoektoren met aan de onderzijde een meerdere lagen kraagstenen. Dit element was een kenmerk van Andrew Crawford en kan bijvoorbeeld ook worden gezien in Muness Castle dat ook door hem gebouwd werd.
Boven de hoofdingang bevinden zich drie wapenpanelen en een inscriptie over graaf Patrick. Wat er op de panelen stond, is weggeërodeerd. In de achttiende eeuw werd de tekst van het onderste paneel opgeschreven; deze luidt: Patrick Stewart Earl of Orkney and Shetland / James V King of Scots / That house whose foundation is on a rock will stand / but if on sand it shall fall / AD 1600 (Patrick Stewart Graaf van Orkney en Shetland / Jacobus V Koning van de Schotten / Het huis waarvan de fundering op rots is gebouwd zal staan / maar als het op zand staat zal het vallen / 1600).
Op de onderste verdieping bevonden zich de keuken met een grote haard en put tezamen met een opslagruimte. Op de eerste verdieping bevond zich een grote hal met negen ramen en twee haarden. Volgens een geschrift uit 1701 waren er prachtige, kleurrijke schilderingen op de muren aangebracht. Op de tweede verdieping bevonden zich de privé-vertrekken.

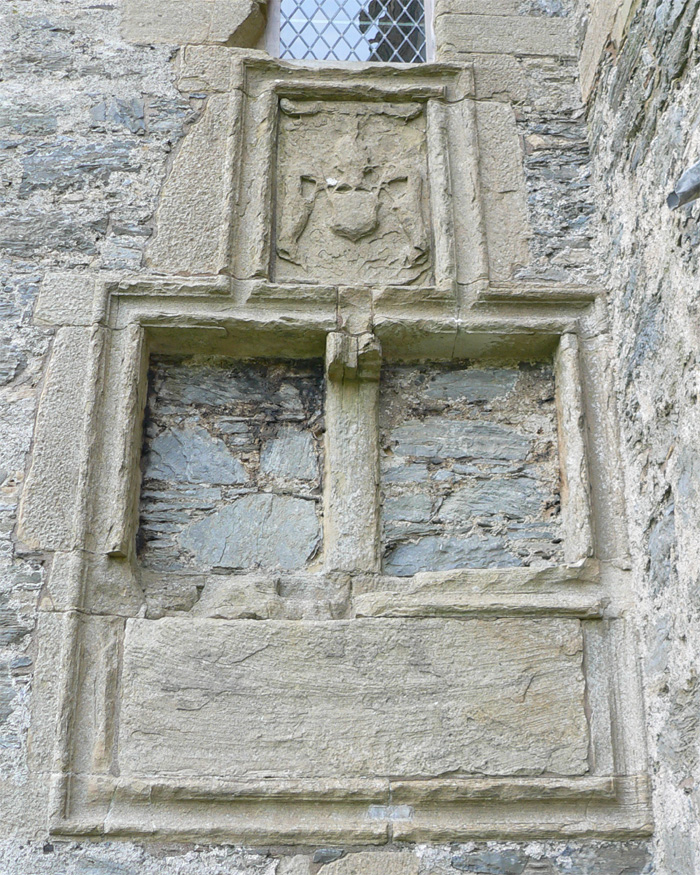
Panelen boven hoofdingang

## Beheer
Scalloway Castle wordt beheerd door Historic Environment Scotland.